# 馬里戈特灣

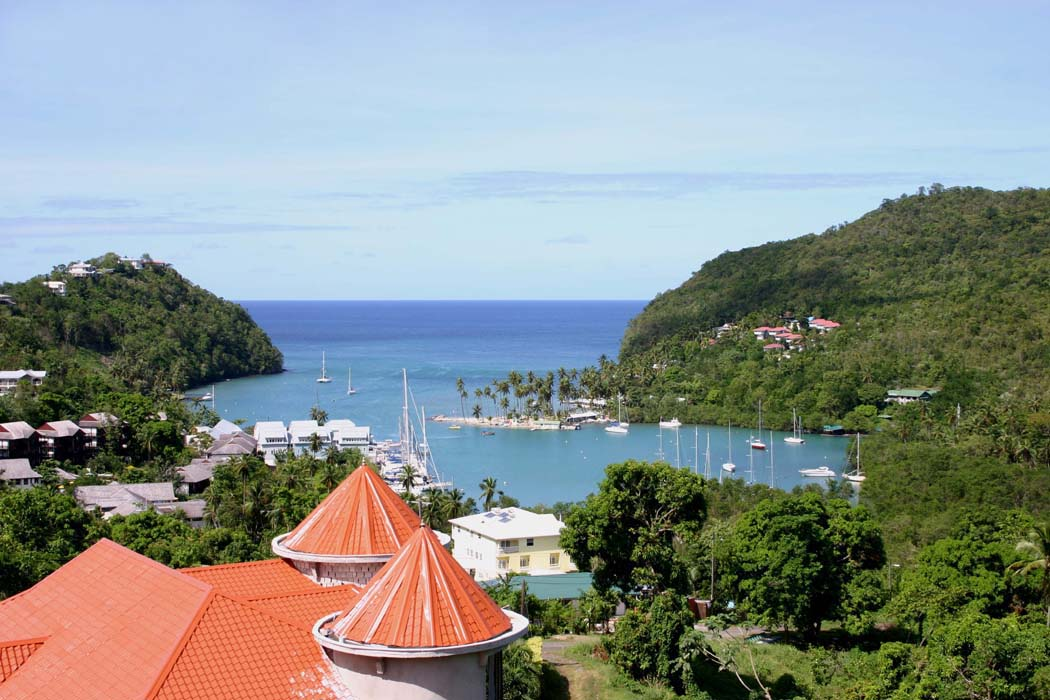
马里戈特湾

馬里戈特灣（Marigot Bay）是加勒比海島國聖盧西亞的一個海灣，位於該島西海岸，距卡斯特里西南6.04（3.75英里），聖盧西亞國家海洋保護區短距離。其三邊被林木覆蓋的山環繞。